# جاده ئی۸۴۱ اروپا
جاده ئی۸۴۱ اروپا (به انگلیسی: European route E841) یکی از جاده‌های درجه ۲ قاره اروپا است.
این جاده که در کشور ایتالیا قرار دارد از شهر آولینو شروع شده و در شهر سالرنو به پایان می‌رسد.